# 下津インターチェンジ
下津インターチェンジ（しもつインターチェンジ）は、和歌山県海南市下津町橘本にある阪和自動車道のインターチェンジである。

## 概要
和歌山方面のみ接続するハーフインターチェンジである。
当ICを含む海南IC-有田IC間は完成2車線で建設された道路であるため、海南IC-有田IC間の4車線化事業に伴って当ICの改良工事が行われた。出口は下り線（田辺・白浜方面）の新設道路に接続するランプが新設され、入口は上り線（大阪・和歌山方面）の2車線化および60km/hから80km/hに制限速度を向上することに伴い、藤白トンネルの覆工を約25m取り壊し加速車線を延長するように改良された。

## 道路
- E42 阪和自動車道（24番）

### 案内板
- 24 下津

## 歴史
- 1984年（昭和59年）3月28日：一般国道42号海南湯浅道路海南IC-吉備IC開通と同時に開設
- 2005年（平成17年）4月1日：海南湯浅道路を阪和自動車道に編入、同区間は阪和自動車道の一部区間となる。
- 2010年（平成22年）7月7日 : 海南IC-有田IC間の下り線（田辺・白浜方面）を新設道路に切り替え、新出口の使用開始。
- 2011年（平成23年）5月21日 : 海南IC-有田IC間の上り線（大阪・和歌山方面）の2車線化に伴い、下津IC入口の加速車線を延長。
- 2025年（令和7年）3月5日 : 料金所がETC専用になる[3]。

## 周辺
- 橋本王子社跡
- 所坂王子跡
- 橘本神社

## 接続する道路
- 和歌山県道166号興加茂郷停車場線

## 料金所

### 入口
- レーン数：1
  - ETC・サポート：1

### 出口
- レーン数：2
  - ETC専用：1
  - サポート：1

## 隣
E42 阪和自動車道
(23)海南IC - (24)下津IC - (25)有田IC